# Niealkoholowa stłuszczeniowa choroba wątroby
Niealkoholowa stłuszczeniowa choroba wątroby (ang. nonalcoholic fatty liver disease, NAFLD) – stłuszczenie wątroby, którego przyczyną są inne czynniki niż nadmierne spożycie alkoholu. Podstawowymi czynnikami ryzyka prowadzącymi do NAFLD jest otyłość (i powiązany z nią zespół metaboliczny) oraz cukrzyca typu 2 (i powiązana z nią insulinooporność). Stłuszczenie wątroby prowadzić może w konsekwencji do zapalenia wątroby, a następnie w przebiegu choroby do zwłóknienia i marskości.

## Epidemiologia
Choroba może występować w każdym roku życia. Jej rozwój jest ściśle skorelowany z otyłością. Występuje u 16–23% Amerykanów.

## Etiopatogeneza

### Przyczyny NAFLD
- insulinooporność:
  - zespół metaboliczny
  - zespoły uogólnionej lipodystrofii
- zaburzenia metabolizmu lipidów:
  - abetalipoproteinemia
  - hipobetalipoproteinemia
  - choroba Andersen
  - choroba Webera-Christiana
- żywienie pozajelitowe
- znaczna utrata masy ciała:
  - zespolenie omijające
  - resekcja znacznej części jelita
  - długotrwałe głodzenie
- leki:
  - amiodaron
  - diltiazem
  - tamoksyfen
  - kortykosterydy
  - leki przeciwretrowirusowe
- toksyny:
  - chlorowane węglowodory
  - dwusiarczek węgla
  - czterochlorek węgla
  - fosfor
  - sole baru
  - miedź

### Patogeneza
Największe znaczenie w rozwoju choroby ma insulinooporność, w której wyniku w hepatocytach gromadzi się tłuszcz (rozwija się stłuszczenie).

## Objawy
Zwykle przebiega bezobjawowo. W niektórych przypadkach występuje:
- zmęczenie
- osłabienie
- złe samopoczucie
- niespecyficzne dolegliwości bólowe pod prawym łukiem żebrowym
- hepatomegalia
- splenomegalia – stosunkowo rzadko
- bardzo rzadko cechy nadciśnienia wrotnego.

## Powikłania
- zapalenie wątroby (NASH)
- włóknienie wątroby
- marskość wątroby
- rak wątrobowokomórkowy

### Czynniki ryzyka rozwoju powikłań
- starszy wiek
- cukrzyca typu 2
- nadciśnienie tętnicze
- otyłość
- aktywność AlAT > 2 x górnej granicy normy
- wskaźnik de Ritisa > 1
- trójglicerydy > 1,7 mmol/l

## Rozpoznanie
Rozpoznanie stawia się na podstawie stwierdzenia następujących kryteriów:
- ujemny wywiad w kierunku nadmiernego, przewlekłego spożycia alkoholu (< 20 g/kg m.c./24 h)
- zwiększenie aktywności AspAT i AlAT (wskaźnik de Ritisa < 1)[1]
- w USG cechy stłuszczenia wątroby
- brak innych schorzeń wątroby.

### Badania pomocnicze
- badania laboratoryjne:
  - dyslipidemia
  - hiperglikemia
  - hipoalbuminemia
  - wydłużony czas protrombinowy
  - zwiększenie aktywności GGTP
  - hiperbilirubinemia
- badanie histopatologiczne materiału pobranego podczas biopsji wątroby:
  - stłuszczenie wielkokropelkowe
  - naciek zapalny
  - zwyrodnienie balonowate
  - martwica
  - włóknienie
  - ciałka Mallory’ego

### Rozpoznanie różnicowe
- wirusowe zapalenie wątroby
- autoimmunologiczne zapalenie wątroby
- polekowe uszkodzenie wątroby
- alkoholowe stłuszczenie wątroby
- alkoholowe zapalenie wątroby
- choroba Wilsona
- hemochromatoza
- marskość wątroby
- pierwotne zapalenie dróg żółciowych
- pierwotne stwardniające zapalenie dróg żółciowych

## Leczenie
Zwalczanie otyłości. Leczenie zaburzeń wchodzących w skład zespołu metabolicznego.